# Clavariadelphus
Clavariadelphus Donk (buławka) – rodzaj grzybów należący do rodziny buławkowatych (Clavariadelphaceae).

## Charakterystyka
Grzyby rosnące na ziemi, przypuszczalnie tworzące mykoryzy. Owocniki dość duże, o charakterystycznym maczugowatym kształcie, wypełnione miąższem. Miąższ barwi się w roztworze siarczanu żelazowego na zielono. Wysyp zarodników: Biały, nieamyloidalny. Zarodniki eliptyczne, gładkie.

## Systematyka i nazewnictwo
Pozycja w klasyfikacji: Clavariadelphaceae, Gomphales, Phallomycetidae, Agaricomycetes, Agaricomycotina, Basidiomycota, Fungi (według Index Fungorum).
Takson utworzył w 1933 roku Marinus Anton Donk. Jego typem nomenklatorycznym jest Clavariadelphus pistillaris (L. Donk). Polską nazwę podali Barbara Gumińska i Władysław Wojewoda w 1983 r. W polskim piśmiennictwie mykologicznym należące do tego rodzaju gatunki opisywane był także jako goździeniec, macnik, buławnik.
Gatunki występujące w Polsce
- Clavariadelphus ligula (Schaeff.) Donk – buławka spłaszczona
- Clavariadelphus pistillaris (L.) Donk – buławka pałeczkowata
- Clavariadelphus truncatus (Quél.) Donk – buławka obcięta

Nazwy naukowe na podstawie Index Fungorum. Wykaz gatunków i nazwy polskie według Władysława Wojewody.